# Шуваловский корпус МГУ
Шува́ловский ко́рпус МГУ (Первый учебный корпус МГУ, 1-й учебный корпус на новой территории) — первое учебное здание многофункционального профиля, построенное на новой территории МГУ имени М. В. Ломоносова за Ломоносовским проспектом. В нём с сентября 2007 года располагаются 4 факультета университета — философский, исторический, факультет государственного управления и Высшая школа культурной политики и управления в гуманитарной сфере (факультет). Осенью 2008 года из отделения политологии философского факультета МГУ образовался новый факультет политологии, который также размещается в этом корпусе.
25 января 2010 года был заложен Ломоносовский корпус МГУ с противоположной стороны Фундаментальной библиотеки от Первого, который должен стать его зеркальным отражением. Всего же планируется построить 4 одинаковых корпуса полукольцом вокруг библиотеки.
В связи с вводом в эксплуатацию и продолжением строительства учебных корпусов на новой территории МГУ 10 октября 2011 года ректор МГУ, академик В. А. Садовничий своим приказом утвердил для функционирующего учебно-научного корпуса на новой территории название «Шуваловский» в честь одного из основателей Московского университета Ивана Шувалова. Строящийся корпус по Ломоносовскому проспекту будет носить название «Ломоносовский». На фронтоне строящегося корпуса, открытие которого запланировано на 1 сентября 2012 года, уже размещен барельеф М. В. Ломоносова.

## Местоположение и строительство
- Строительство Первого учебного корпуса началось в 2005 году на той части территории МГУ, которая находится к юго-западу от Ломоносовского проспекта и не примыкает к Ленинским горам. Художественное решение проекта принадлежало видным московским архитекторам Ю. П. Григорьеву, А. В. Кузьмину и Г. Н. Цытовичу, которые до этого в 2003—2005 годах работали над комплексом Фундаментальной библиотеки МГУ[4].

- В конце лета 2007 года здание было полностью возведено и 1 сентября в День знаний состоялось торжественное открытие, на котором присутствовали мэр Москвы Юрий Лужков и ректор МГУ академик Виктор Садовничий[5]. В течение 2007—2008 учебного года 3 факультета (философский, исторический и государственного управления) частично вели занятия в лекционных аудиториях здания, пока полностью не переехали из Первого корпуса гуманитарных факультетов (1-й ГУМ, строился в 1965—1969 гг.) в сентябре 2008 года. Именно к этому времени закончились отделочные работы на этажах.

## Масштабы и функциональность
- Новый учебный корпус стал первым с 1953 года крупномасштабным образовательным сооружением (102 000 квадратных метров) в целом на территории МГУ[6] и вторым зданием подобной площади (после Фундаментальной библиотеки МГУ) уже на новой территории университета. Функции генерального подрядчика объекта выполняла компания «Стратегия» — дочерняя структура инвестора проекта ЗАО «ИНТЕКО», которое, по собственным данным, потратило на его возведение 4 миллиарда рублей[6].

- По информации Департамента строительства города Москвы[7] в корпусе оборудованы аудитории для лекционных занятий и семинаров различной вместимости — от 50 до 300 мест. В здании также разместились: библиотека на 200 читательских мест и 700 тысяч томов, актовый зал на 700 мест, универсальный спортивный зал, зал борьбы и 2 тренажёрных зала, столовая на 200 мест, кафе и 2 буфета.

## Проезд
Адрес: 119992, Москва, Ломоносовский проспект, д. 27, корпус 4, Шуваловский корпус МГУ.
Проезд: от станций метро «Ломоносовский проспект» и «Университет» пешком 15-20 минут по левой стороне Ломоносовского проспекта или любым наземным транспортом, который идёт до остановки «Менделеевская улица».